# Николай Кюнг
Николай Фьодорович Кюнг (на руски: Николай Фёдорович Кюн) (1917 – 2008) – старши лейтенант на Червената армия на работниците и селяните, участник във Великата отечествена война, един от организаторите на успешното въстание в концентрационния лагер Бухенвалд, общественик.

## Биография
Николай Фьодорович Кюнг е роден на 9 август 1917 г. в село Софьино, Сичевски район, Смоленска губерния (сега Сичевски район, Смоленска област). Баща му Фьодор Иванович Кюнг, който е от швейцарски произход, работи като животновъд и производител на сирене в имение на земевладелец, майка му Ефросиня Тимофеевна работи като доячка. През 1929 г. родителите му се присъединяват към колхоза „Победа“. Докато учи в училище, Кюнг-младши се занимава активно със спорт, присъединява се към Осоавиахим (предшественик на ДОСААФ) и Комсомола, избран е за член на свободна практика в градския комитет на Вяземски на Комсомола в Смоленска област и ръководи направлението на военните спортни работи. През 1932 г. завършва с отличие деветгодишното училище Тесов в Новодугински район на Смоленска област, след което постъпва във Вяземския педагогически колеж. Завършва го през 1935 г. и е назначен на длъжността учител по история и обществознание в Семльовската гимназия № 2. От 1938 г. той е директор на това училище. През 1939 г. завършва с отличие историческия факултет на Ленинградския държавен университет.
На 15 септември 1939 г. Кюнг е призован да служи в Работническата и селска червена армия от Вяземския районен военен комисариат на Смоленска област. Завършва полковата школа на 84-ти пехотен полк от 6-а пехотна дивизия на Западния специален военен окръг, след което служи там първо като помощник-командир на взвод, след това като заместник-политинструктор. На 20 юни 1941 г. е приет за член на ВКП(б).
Началото на Великата отечествена война го заварва в Брестката крепост със звание старши сержант. От 22 юни 1941 г. участва активно във военните действия. На 23 юни, докато отблъсква атаката на германските войски срещу укрепленията на южния остров на Брестката крепост, той е ранен в лявата ръка с щик; получава втора рана, този път от куршум, на сутринта на 27 юни при напускане на крепостта. Заедно с други части той успява да напусне Брест и да достигне основните сили.
Участва в боевете за Бобруйск, преминаването на източния бряг на Днепър при град Лоев, боевете при Борзна, Конотоп, Бахмач, Нежин, Прилуки. В края на юли 1941 г., южно от Бобруйск, той получава третата си куршумна рана в дясната ръка. По време на поражението на Югозападния фронт през есента на 1941 г. той е обкръжен, ранен е за четвърти път от фрагмент от граната в десния крак под коляното и докато се опитва да стигне до своите, той е пленен от германците.
Първоначално е държан в затворнически лагери, първо в Гомел, след това в Минск. По-късно с товарен влак Кюнг е изпратен в Германия, в лагера за военнопленници Stalag 304 близо до Лайпциг. През юли 1942 г. е избран сред 600 военнопленници като годен да работи в мина в Белгия. Там се включва в антифашистка организация, която действа нелегално в лагера. На 4 август 1943 г. открито се противопоставя на набирането на военнопленници в Руската освободителна армия, за което е арестуван от Гестапо и поставен в затвор във Франкфурт на Майн. Известно време по-късно е изпратен в концентрационния лагер Бухенвалд. Там се присъединява към международния ъндърграунд, действащ в лагера. Заедно с други учители, които се озовават в Бухенвалд, той започва да преподава история и география на децата на загинали граничари и екзекутирани партизани, държани в една от бараките през нощта.
В началото на април 1945 г., когато се разбира, че има планове за ликвидиране на лагера и унищожаване на всички затворници, подземната организация, един от активните членове на която е Кюнг, решава да подготви въстание. На 11 април 1945 г. с негово активно участие започва успешно въстание – затворниците избиват надзирателите и установяват контрол над лагера. Скоро в него влизат американски войски. Благодарение на въстанието са спасени над 21 хиляди души.
След завръщането си в СССР с чин лейтенант Кюнг е прехвърлен в запаса, а по-късно получава званието старши лейтенант от запаса. Той се премества в района на Подолск на Московска област, работи като учител и в същото време е инструктор на свободна практика в Подолския градски комитет на Всесъюзната комунистическа партия на болшевиките, агитатор и преподавател. На 11 март 1949 г. е арестуван по скалъпени обвинения за доброволно предаване, работа за Гестапо, докато е в лагера, и работа за чуждестранното разузнаване. Той е затворен четиринадесет месеца и след това освободен. Работи като учител, след това като директор на средно училище № 4 в Подолск, Московска област.
След създаването на Съветския комитет на ветераните от войната през 1956 г. той е избран от Московска област за член на неговия Президиум, а след това оглавява секцията на бившите военнопленници в Комитета. От 1960 г. – заместник-председател на Международния комитет на бившите затворници от Бухенвалд. Бил е член на редакционната колегия на международния сборник „Бухенвалд. Документи и спомени“. Дълги години оглавява Съвета на ветераните на град Шчрбинка, Московска област. Издава книгите „Войната зад бодливата тел“, преведени на много чужди езици, „Несломен от съдбата“ и „Смелостта на непокорените“. Многократно е публикуван в централната преса на СССР и Русия и става герой на документални филми. Участва в юбилейните паради на Победата през 1990 и 1995 г.
Умира на 30 януари 2008 г.

## Награди
- 2 ордена на Отечествената война 1-ва степен (8 февруари 1958 г., 11 март 1985);
- Медал „За победата над Германия във Великата отечествена война 1941-1945 г.“ и юбилейни медали;
- Медал „Борец-антифашист. 1933 – 1945 г.“. (ГДР);[2]
- Медаль „Знак на честта“ (Чехословакия);[2]
- Медал „Кръст на Светия рицар“ (Франция, Организация на бойците от антифашистката съпротива, 1960);[2]
- Други обществени медали и почетни грамоти;
- Почетен гражданин на град Шчербинка, Московска област (9 август 2001).[1]